# Михаил Димитров
 Тази статия е за психолога и литературен критик.  За ениджевардарския свещеник вижте Михаил Димитров (свещеник).  
Михаил Димитров Дафинкичев е български учен, психолог, философ и литературен историк, академик на Българската академия на науките.

## Биография
Роден е на 30 септември 1881 г. в с. Чупрене, Белоградчишка околия. През 1902 г. завършва педагогическото училище в Лом. Следва философия в Софийския университет. През 1907 г. е изключен за участие в студентските демонстрации срещу Фердинанд I и след затварянето на университета продължава следването си в Загреб и Берн. Връща се в Софийския университет, където се дипломира през 1908 г.
Михаил Димитров учителства в Ямбол, Севлиево и София. Работи в Народната библиотека в София (1913 – 1920). От 4 април 1921 г. е асистент по експериментална психология в Историко-филологическия факултет на Софийския университет. През този период има публикувани популярни и публицистични статии в списанията „Философски преглед“ (7 статии), „Училищен преглед“ (2 статии), „Просвета“ (3 статии), „Отец Паисий“ (1 статия). Редактор е на Научно-философска библиотека, на Ботеви страници (1938), на Избрани страници от Ботева в изд. Хемус (1925). Има и два превода на Ал. Рачински по въпроси на Българското възраждане, издадени в Българска историческа библиотека.
През 1941 г. е избран за частен доцент в Софийския университет, а от 1946 г. за извънреден доцент. С установяването на комунистическия режим в България кариерата на Михаил Димитров се развива стремглаво, поради заявеното му членство в Българската комунистическа партия от 1920 г. През 1949 г. става професор в катедрата по систематическа философия. Същата година е избран е за академик на Българската академия на науките, чийто подпредседател е в периода 1949 – 1956 г., след като е бил секретар на Философския и Правно-стопанския клон на академията (1947 – 1949). Между 1956 и 1959 г. е директор на Института „Ботев – Левски“ на Българската академия на науките.
Член е на Съюза на научните работници в България непосредствено след неговото учредяване. На 13 декември 1944 г. той е член на Проверителния му съвет, а на 13 април 1945 г. при избора на Георги Павлов за председател, Михаил Димитров е избран в Бюрото на Съюза. Поради заболяването на Павлов на практика той изпълнява председателските функции. На 10 октомври 1945 г. съюзното ръководство взима решение той да остане председател, а на 30 октомври Общото събрание го избира вече редовно на поста. Той налага пълната идеологизация в организацията. Остава председател до 1962 г. Утвърждава тезата (според много изследователи грешна), че Христо Ботев е автор на „Символ-верую на българската комуна“.
Умира на 6 октомври 1966 година в София на 85-годишна възраст.

## Награди
Михаил Димитров е признат за АБПФК (активен борец против фашизма и капитализма). За дейността си е получил най-високите партийно-правителствени награди:
- Лауреат на Димитровска награда (първа степен) (1950)
- Заслужил деятел на науката (1956)
- Народен деятел на науката (1963)
- орден „Георги Димитров“ – първа степен (1951)
- орден „Народна република България“ – първа степен (1959)
- медал „За наука и изкуство“ (златен) (1949).[2]

## Посмъртно признание
Основното училище в с. Чупрене носи неговото име – ОУ „Акад. Михаил Димитров“.